# Rudolf Franke (Ingenieur, 1870)

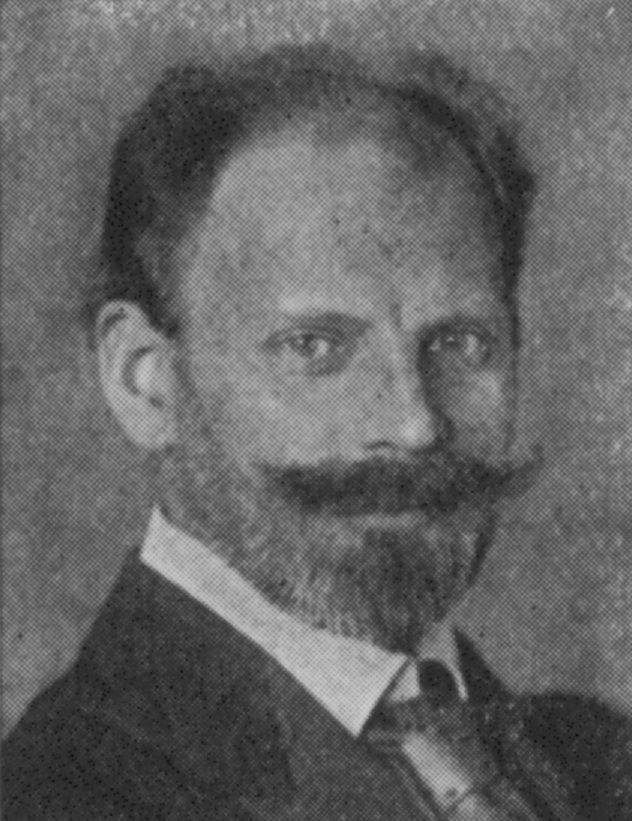
Rudolf Franke

Rudolf Heinrich August Philipp Franke (* 24. Juni 1870 in Hannover; † 11. Dezember 1962 in Bückeburg) war ein deutscher Ingenieur und Hochschullehrer. 1932 trat er als erster Ordinarius der Technische Hochschule Berlin in die NSDAP ein.

## Leben
Rudolf Franke war 1894 ein Jahr lang Assistent am Elektrotechnischen Institut der TH Hannover. 1896 promovierte er an der Universität Rostock. Im folgenden Jahr erlangte er seine Habilitation an der TH Braunschweig. Ab 1898 hielt er als Privatdozent an der TH Hannover Vorlesungen im Lehrgebiet Elektrische Kraftübertragung und Wechselstrommaschinen. 1906 wurde er Vorstandsmitglied der Firma Mix & Genest Telephon- und Telegrafen-Werke in Berlin-Schöneberg. Ab 1907 war er an der TH Berlin Privatdozent für Instrumente- und Apparatebau.
Bis 1900 hatte er eine Messmethode mit Kompensationsapparat ausgearbeitet, die die Normalelemente nicht mit starker Stromentnahme belastet.
1909 legte er eine vom VDE unterstützte Denkschrift vor „betr. die Einrichtung eines Lehrplans für Schwachstromtechnik an der Kgl. TH zu Charlottenburg“, in der er vorschlug, anstelle Schwachstromtechnik den Begriff Fernmeldetechnik zu verwenden, um sich vom Starkstrom stärker abzugrenzen.
Das Vorlesungsverzeichnis des Wintersemesters 1911/1912 nannte erstmals eine Vorlesung „Fernmeldetechnik“. Seit der Jahrhundertwende bildeten zwei Fachgebiete die Nachrichtentechnik: die Telegrafie, die sich zur Fernmeldetechnik entwickelte, und die Funkentelegrafie, die sich zur Hochfrequenztechnik entwickelte.
Franke wurde am 23. März 1910 Dozent für „Elektrische Schwachstromanlagen“ an der TH Berlin. Drei Monate später wurde er zum Professor berufen.
1911 wurde er Vorstandsvorsitzender von Mix & Genest. An der TH Berlin hörte er von Karl Strecker, dass an der Schwachstromtechnik wenig Interesse bestehe.
1912/13 wurden die Dozenturen Frankes für Elektrische Schwachstromanlagen und Streckers für Elektrotelegraphie zur Dozentur Elektrische Fernmeldetechnik zusammengelegt. Der preußische Landtag bewilligte jedoch die ordentliche Professur für Schwachstromtechnik nicht.
Nach dem Ersten Weltkrieg waren an der TH Berlin mehr als die Hälfte aller Elektrotechnik-Studenten Studierende der Fernmeldetechnik. Der Nachwuchs der Reichspost für die 1922 geschaffene Laufbahn des höheren fernmeldetechnischen Dienstes bestand im Wesentlichen aus Franke-Schülern.
1921 wurde Franke außerplanmäßiger Professor für Fernmeldetechnik und Feinmechanik und am 9. November 1922 ordentlicher Professor für Fernmeldetechnik, Werk- und Gerätebau. Für das Handwörterbuch des elektrischen Fernmeldewesens schrieb Franke den Artikel Schaltungslehre (heute Schaltungstechnik).
Am 30. Juni 1935 ging er in den Ruhestand. Der Lehrstuhl für Fernmeldetechnik wurde aufgeteilt in die Fachrichtungen Hochfrequenztechnik und Fernmeldetechnik.
Bereits im Juli 1932 bekannte Franke sich öffentlich zu Adolf Hitler, als er sich dem Aufruf der 51 anschloss, der unter anderem die „Bekämpfung des fremdrassigen Einflusses“ befürwortete. Mit seinem Parteieintritt zum 1. Dezember 1932 (Mitgliedsnummer 1.400.572) wurde er zum ersten offiziellen Nationalsozialisten unter den Ordinarien seiner Hochschule. Trotz seines Enthusiasmus für den Faschismus wurde er 1960 als Ehrensenator der TU Berlin geehrt.
Von 1934 bis 1938 war Franke stellvertretender Vorsitzender des VDE. Er war Träger der Gauß-Weber-Denkmünze der Georg-August-Universität Göttingen und der Ehrenplakette des Vereins Deutscher Ingenieure.
Ab 1937 lebte er in Bückeburg.

## Schriften (Auswahl)
- Apparat und Methoden zur Bestimmung der magnetischen Induktion in Eisensorten, Rostock: Univ. Diss. 1896.
- Eine vergleichende Schalt- und Getriebelehre: neue Wege der Kinematik ; Vortrag gehalten auf der wissenschaftlichen Tagung zur Feier des hundertsten Geburtstages von Franz Reuleaux am 11. November 1929 in der Technischen Hochschule zu Berlin, München: Oldenbourg 1930
- Vom Aufbau der Getriebe: eine neue, die Getriebe aller technischen Gebiete einheitlich zusammenfassende Lehre für Konstrukteure und Studenten
  - Bd. 1: Die Entwicklungslehre der Getriebe, Berlin: VDI 1943.
  - Bd. 2: Die Baulehre der Getriebe, Düsseldorf : Dt. Ingenieur-Verl. 1951.